# Montpellier Hérault Sport Club (femminile)
Il Montpellier Hérault Sport Club féminine, noto semplicemente come Montpellier féminine, è una squadra di calcio femminile francese, sezione dell'omonimo club maschile con sede nella città di Montpellier.
Fondata nel 1990, dal 1997 ha militato nella Division 1 Féminine, poi divenuta Première Ligue, la massima serie del campionato francese di categoria, del quale ha vinto due edizioni. Disputa le proprie partite casalinghe allo Stadio Mama Ouattara, impianto da 500 posti a sedere.

## Storia
La squadra è stata fondata nel 1990 come Montpellier-Le-Crès a seguito della fusione del Racing Club de Paillade e del Entente Cressoise. Nel 2001 la squadra è entrata a far parte del Montpellier Hérault Sport Club, diventandone la sezione femminile e cambiando denominazione. Ha vinto la Division 1 Féminine per due stagioni consecutive, nel 2003-2004 e nel 2004-2005. Ha vinto la Coppa di Francia, a quel tempo ancora denominata Challenge de France, per tre volte (2006, 2007 e 2009). La vittoria del campionato ha dato la possibilità al Montpellier HSC di disputare la UEFA Women's Cup per due stagioni consecutive. All'esordio nella stagione 2004-2005 ha vinto il proprio girone nella prima fase vincendo tutte e tre le partite, mentre si è fermato alla seconda fase perdendo tutte e tre le partite del girone. Nell'edizione 2005-2006, dopo aver superato agevolmente la prima fase vincendo tutte e tre le partite del girone, riesce a superare anche la seconda fase finendo al secondo posto nel girone e pareggiando la sfida contro le campionesse in carica del Turbine Potsdam. Nei quarti di finale sconfigge il Brøndby con un complessivo 6-1 ed accede alle semifinali dove viene eliminato dal 1. FFC Francoforte. Dopo aver vinto la partita di andata a Francoforte per 1-0, ha perso la partita di ritorno in casa per 3-2, venendo eliminato per la regola dei gol fuori casa. Dopo aver concluso la stagione 2008-2009 della Division 1 al secondo posto ha partecipato alla prima edizione della UEFA Women's Champions League nella stagione 2009-2010. Dopo aver vinto il proprio girone nella fase preliminare vincendo tutte e tre le partite è ammessa alla fase finale. Nei sedicesimi di finale ha sconfitto lo Standard Liegi e negli ottavi di finale ha avuto la meglio sul Bayern Monaco solo dopo i tempi supplementari. L'avventura si è fermata ai quarti di finale per mano dell'Umeå IK e anche questa volta per la regola dei gol fuori casa.

## Allenatori
- 2007-2013  Sarah M'Barek
- 2013-2020  Jean-Louis Saez
- 2021-2021  Frédéric Mendy
- 2021-  Yannick Chandioux

## Palmarès
- Campionato francese: 2

2003-2004, 2004-2005
- Coppa di Francia: 3

2005-2006, 2006-2007, 2008-2009

### Altri piazzamenti
- UEFA Women's Champions League:

Semifinalista: 2005-2006

## Statistiche e record

### Partecipazione ai campionati
| Livello | Categoria           | Partecipazioni | Debutto   | Ultima stagione | Totale |  |
| ------- | ------------------- | -------------- | --------- | --------------- | ------ |  |
| 1º      | Division 1 Féminine | 28             | 1990-1991 | 2023-2024       | 29     |  |
| 1º      | Première Ligue      | 1              | 2024-2025 | 2024-2025       | 29     |  |
| 2º      | Division d'Honneur  | 1              | 1991-1992 | 1991-1992       | 6      |  |
| 2º      | Nationale 1B        | 5              | 1992-1993 | 1996-1997       | 6      |  |

### Partecipazioni alle coppe
| Competizione                  | Partecipazioni | Debutto   | Ultima stagione | Totale |
| ----------------------------- | -------------- | --------- | --------------- | ------ |
| Coppa di Francia              | 22             | 2001-2002 | 2022-2023       | 22     |
| UEFA Women's Champions League | 4              | 2004-2005 | 2017-2018       | 4      |

## Organico

### Rosa 2024-2025
Rosa, ruoli e numeri di maglia come da sito ufficiale, aggiornati al 22 agosto 2024.
| N. |                    | Ruolo | Calciatrice        |
| -- | ------------------ | ----- | ------------------ |
| 1  | Francia (bandiera) | P     | Justine Lerond     |
| 3  | Canada (bandiera)  | D     | Marie Levasseur    |
| 4  | Francia (bandiera) | D     | Marion Torrent     |
| 5  | Haiti (bandiera)   | D     | Kethna Louis       |
| 6  | Francia (bandiera) | C     | Ella Palis         |
| 7  | Francia (bandiera) | C     | Léa Khelifi        |
| 8  | Francia (bandiera) | C     | Sonia Ouchène      |
| 10 | Francia (bandiera) | C     | Charlotte Bilbault |
| 12 | Francia (bandiera) | D     | Maëlys Mpome       |

| N. |                    | Ruolo | Calciatrice         |
| -- | ------------------ | ----- | ------------------- |
| 13 | Francia (bandiera) | C     | Celeste Boureille   |
| 15 | Francia (bandiera) | C     | Cyrielle Blanc      |
| 16 | Francia (bandiera) | P     | Marie Petiteau      |
| 17 | Francia (bandiera) | C     | Judith Coquet       |
| 19 | Francia (bandiera) | A     | Esther Mbakem-Niaro |
| 21 | Camerun (bandiera) | A     | Nina Ngueleu        |
| 22 | Francia (bandiera) | A     | Lola Gstalter       |
| 24 | Francia (bandiera) | D     | Océane Deslandes    |
|    | Francia (bandiera) | D     | Jade Rastocle       |